# آن رمزي
آن رمزي (بالإنجليزية: Anne Ramsey) (و. 1929 – 1988 م) هي ممثلة مسرحية، وممثلة أفلام، وممثلة تلفزيونية أمريكية، ولدت في أوماها، نبراسكا، توفيت في هوليوود، عن عمر يناهز 59 عاماً، بسبب سرطان المريء.

## التعليم
تعلمت في كلية بينينغتون ‏.

## وصلات خارجية
- آن رمزي على موقع IMDb (الإنجليزية)
- آن رمزي على موقع روتن توميتوز (الإنجليزية)
- آن رمزي على موقع ألو سيني (الفرنسية)
- آن رمزي على موقع تيرنر كلاسيك موفيز (الإنجليزية)
- آن رمزي على موقع أول موفي (الإنجليزية)
- آن رمزي على موقع قاعدة بيانات برودواي على الإنترنت (الإنجليزية)
- آن رمزي على موقع قاعدة بيانات الأفلام السويدية (السويدية)
- آن رمزي على موقع إن إن دي بي (الإنجليزية)
- آن رمزي على موقع قاعدة بيانات الفيلم (الإنجليزية)
- آن رمزي على موقع كينوبويسك (الروسية)